# Isthmomys
Isthmomys és un gènere de rosegadors de la família dels cricètids. Conté dues espècies oriündes de Centreamèrica (Panamà i extrem nord-occidental de Colòmbia). Tenen una llargada de cap a gropa de 15-20 cm i una cua de 16–21 cm. El pelatge dorsal és de color marró groguenc o rogenc, mentre que el ventre i les potes són de color blanc. El seu hàbitat natural són els boscos montans situats a altituds d'entre 800 i 1.600 msnm.